# Dick Barbour Racing
Dick Barbour Racing était une écurie d'endurance basée à proximité du circuit Road Atlanta à Braselton (Géorgie) et fondée initialement à San Diego par Dick Barbour (deuxième à titre personnel du challenge mondial des pilotes d'endurance 1979, derrière Don Whittington, et troisième en 1980).

## Historique
L'écurie a vécu deux périodes différentes, la première lors de la période d'activité de Dick Barbour puis une seconde vingt ans plus tard. Mais elle restera fidèle très longtemps à la marque Porsche avec laquelle elle vit ses plus grands moments.
Lors de sa première vie, l'écurie a offert à son propriétaire et à l'acteur Paul Newman une deuxième place aux 24 Heures du Mans avec une Porsche 935.

## Palmarès

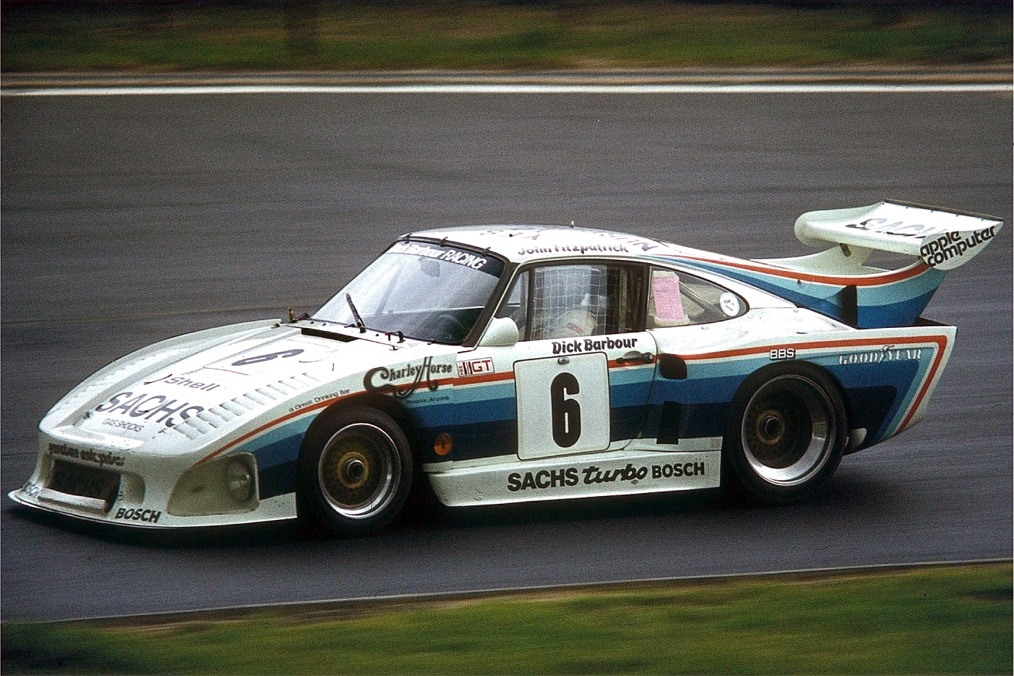
La Porsche 935 au Nürburgring en 1980

- Championnat du monde des voitures de sport
  - Vainqueur à Mosport en 1980 avec John Fitzpatrick et Brian Redman
- 24 Heures du Mans
  - Cinq participations
  - 2e 1979 avec Rolf Stommelen, Paul Newman et Dick Barbour
  - Vainqueur de la catégorie IMSA en 1978, 1979 et 1980
- 12 Heures de Sebring
  - Vainqueur en 1978, 1979 et 1980
  - Vainqueur de la catégorie GT en 2000
- Petit Le Mans
  - Vainqueur de la catégorie GT en 2000
  - Vainqueur de la catégorie LMP675 en 2001
- American Le Mans Series
  - Vainqueur de la catégorie GT en 2000 avec Dirk Müller
  - Vainqueur de la catégorie LMP675 en 2001 avec Didier de Radiguès
- Porsche Cup
  - John Fitzpatrick s'est imposé pour son troisième titre individuel en 1980 au volant d'une Porsche 935 de l'écurie

## Pilotes
| - Dick Barbour - Bob Garretson - Milka Duno - John Fitzpatrick - Dirk Müller - Paul Newman |  | - John Paul Sr. - Didier de Radiguès - Bobby Rahal - Brian Redman - Rolf Stommelen - Bob Wollek |